# Średni Grojec
Średni Grojec (478 m n.p.m.) – wzgórze na Kotlinie Żywieckiej znajdujące się w granicach miasta Żywiec.
Średni Grojec, zwany też Kopcem jest środkowym z trzech wzniesień w paśmie Grojca. Pozostałe to Wielki Grojec i Mały Grojec. Północno-zachodni stok Średniego Grojca opada do doliny rzeki Soła, południowo-zachodni do bezimiennego potoku będącego dopływem Koszarawy.
Na grzbiecie Średniego Grojca są duże trawiaste tereny, dzięki czemu jest lepszym punktem widokowym niż wyższy od niego Wielki Grojec. Jedynie widok na południe przesłonięty jest wyższym szczytem Grojca (612 m). Na szczycie Średniego Grojca ustawiono stalowy krzyż – pamiątkę po wizycie w Żywcu papieża Jana Pawła II w dniu 22 maja 1995 roku. Spod krzyża panorama widokowa.

## Szlaki turystyczne
Przez wszystkie szczyty Grojca przebiega szlak turystyczny oraz ścieżka edukacyjna, prowadząca przez najbardziej interesujące fragmenty wzgórza:
 – żółty: centrum Żywca – Mały Grojec – Średni Grojec – Grojec – Żywiec-Zabłocie (koło browaru).

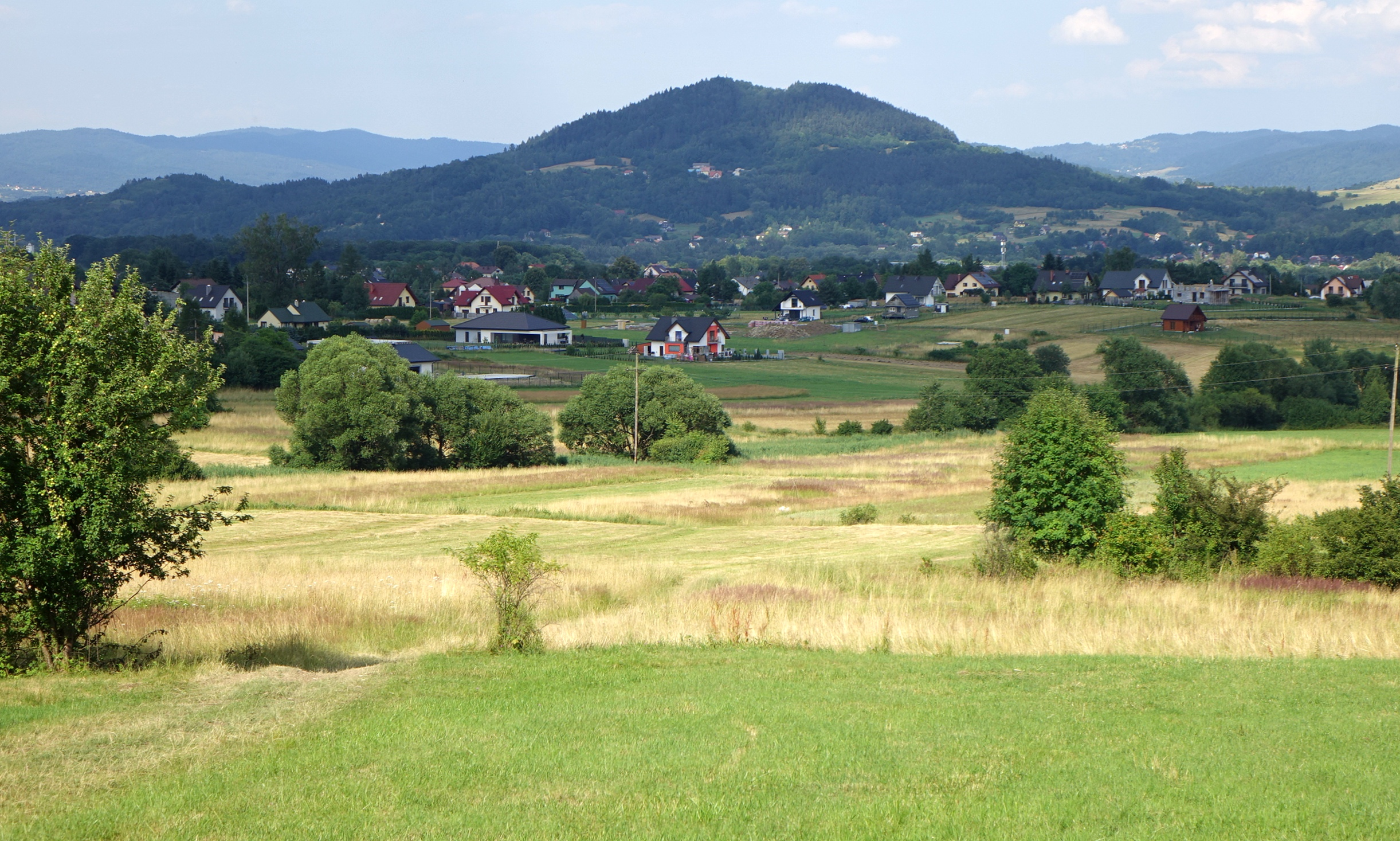
Średni Grojec i Wielki Grojec